# Vera Gimenez
Vera Regina Oliveira Gimenez (São Paulo, 14 de setembro de 1948), é uma psicóloga e atriz brasileira. É nacionalmente conhecida por papéis em telenovelas como Tatiana em Tempo de Viver, Carla em Escalada, Zélia em Amor com Amor Se Paga, Andréia Barcellos em A Próxima Vítima, Lucélia em Cristal, Madame Cantanutti na primeira versão de Ti Ti Ti e na segunda versão também chamada Ti Ti Ti e Paula Moura em Anjo Mau.

## Vida pessoal
Em 1968, casou-se com seu noivo, o empresário João Alberto Morad, com quem teve sua filha Luciana Gimenez, nascida em São Paulo, em 1969. Em 1971 mudou-se com a família para o Rio de Janeiro em busca de melhores oportunidades de trabalho artístico. Em 1972 o casal divorciou-se. No mesmo ano começou a namorar o ator Jece Valadão. Eles se casaram em 1974. Em 1981 nasceu o filho do casal, no Rio de Janeiro, o ator Marco Antônio Gimenez. Em entrevistas, revelou que Jece foi o grande incentivador de sua carreira, apesar de já ter feito dois filmes antes de conhecê-lo. A atriz ficou viúva em 2006.
Em maio de 1994, descobriu estar com câncer de mama, tendo de  realizar uma cirurgia oncológica, de mastectomia radical. Em 2004 descobriu seu segundo câncer, um condrossarcoma, que atingiu sua costela direita, necessitando retirá-la, onde posteriormente fez uma radioterapia. Em setembro de 2010 descobriu, em exames de rotina, seu terceiro câncer, um osteoblastoma, localizado no pedículo da sétima vértebra. Após quimioterapia, ficou curada.

### Acusação de racismo
Em 2001, Vera Gimenez respondeu a um processo por racismo na 17.ª Vara Criminal do Rio de Janeiro acusada de chamar um funcionário do condomínio onde morava de "crioulo safado", dentre outras ofensas. Segundo a denúncia, a agressão teria acontecido porque o zelador, que estaria com um problema no punho, não carregou as malas da atriz, que chegava de viagem. Na ocasião, síndico e vizinhos saíram em defesa do funcionário.
Vinte anos depois, a atriz fez declarações polêmicas a respeito da pauta racial, minimizando o racismo no Brasil ao comparar com os Estados Unidos. Vera reclamou do que chamou de "geração mimimi" e afirmou que o racismo no Brasil não teria sido tão ruim quanto no país norte-americano.

## Carreira

### 1967–85: Carreira como atriz
Sua carreira iniciou-se na Televisão Excelsior, em 1967, quando atuou na novela Os Fantoches. Em 1972, na mesma emissora, fez Tempo de Viver. Em 1971, começou a fazer cinema. Nesse ano atuou nos filmes: Tô na Tua, Ô Bicho e Lua de Mel e Amendoim. Em 1972 fez: A Difícil Vida Fácil. Em 1973, mais quatro filmes: Um Edifício Chamado 200, A Filha da Madame Bettina", O Descarte, e Obsessão. Em 1974 fez: O Marginal e O Mau Caráter. Em 1975 fez os filmes: As Loucuras de Um Sedutor e Nós, os Canalhas, Ao mesmo tempo , participou nesse ano na novela: Escalada da TV Globo. Em 1976, participou de quatro filmes: Ninguém Segura Essas Mulheres, Já Não Se Faz Amor Como Antigamente, A Noite dos Assassinos e O Homem de Papel.
Em 1976, na TV Globo, interpretou a personagem Paula na primeira versão de Anjo Mau, de Cassiano Gabus Mendes. Durante a novela, Vera sofreu um acidente, um ônibus bateu em seu carro e a atriz levou 150 pontos. 20 capítulos mais tarde voltou às gravações da novela - a sua ausência foi justificada com uma viagem que a sua personagem havia feito. Atuou na novela Duas Vidas, de Janete Clair, em 1976 interpretando Zuleika. Em seguida atuou em vários sucessos na TV Globo, como Marina (1980), Guerra dos Sexos (1983), Amor com Amor Se Paga e Livre para Voar (1984) , Ti Ti Ti (1985)  e na minissérie Anos Dourados (1986). 

### 1986–presente: Psicologia e aparições esporádicas
Entre 1986 e 1993 manteve-se afastada da televisão durante o período em que cursou a faculdade de psicologia e iniciou a carreira na área. Em 1993 retomou a carreira de atriz na minissérie Contos de Verão como Teodora. Em 1995 integrou o elenco de A Próxima Vítima interpretando a Andréa Barcellos. Nos anos seguintes, 1996 e 1997, participou de episódios do programa Você Decide. Em 1996 abriu seu próprio consultório de psicologia e passou a dedicar-se à profissão, recusando diversos convites para voltar a atuar. Apenas em 2006 Vera aceitou o convite para a telenovela Cristal (2006), do SBT. Em 2007 viveu Marta Ramos na telessérie Donas de Casa Desesperadas, versão brasileira do sucesso norte-americano Desperate Housewives, de Marc Cherry. Em 2010 fez participação no remake de Ti Ti Ti.

## Filmografia

### Televisão
| Ano  | Título                     | Personagem                   | Notas                      | Emissora     |
| ---- | -------------------------- | ---------------------------- | -------------------------- | ------------ |
| 1967 | Os Fantoches               | Maura                        |                            | TV Excelsior |
| 1972 | Tempo de Viver             | Tatiana                      |                            | Rede Tupi    |
| 1975 | Escalada                   | Carla                        |                            | Rede Globo   |
| 1976 | Anjo Mau                   | Paula Moura                  |                            | Rede Globo   |
| 1976 | Duas Vidas                 | Zuleika da Silva Antunes     |                            | Rede Globo   |
| 1980 | Marina                     | Ingrid                       |                            | Rede Globo   |
| 1983 | Guerra dos Sexos           | Natália Soares               |                            | Rede Globo   |
| 1984 | Amor com Amor Se Paga      | Zélia Barreto                |                            | Rede Globo   |
| 1984 | Livre para Voar            | Lygia Cortez de Montenegro   |                            | Rede Globo   |
| 1985 | Ti Ti Ti                   | Madame Cantanutti            |                            | Rede Globo   |
| 1986 | Anos Dourados              | Lilian                       |                            | Rede Globo   |
| 1993 | Contos de Verão            | Teodora                      |                            | Rede Globo   |
| 1995 | A Próxima Vítima           | Andréia Barcellos            |                            | Rede Globo   |
| 1995 | Você Decide                | Marian                       | Episódio: "Pai de Aluguel" | Rede Globo   |
| 1995 | Você Decide                | Sônia                        | Episódio: "Em Copacabana"  | Rede Globo   |
| 2006 | Cristal                    | Lucélia Bandeira de Carvalho |                            | SBT          |
| 2007 | Donas de Casa Desesperadas | Marta Ramos                  |                            | RedeTV!      |
| 2010 | Ti Ti Ti                   | Madame Cantanutti            | Episódio: "24 de agosto"   | Rede Globo   |
| 2016 | A Lei do Amor              | Beatriz                      |                            | Rede Globo   |
| 2018 | Tempo de Amar              | Luiza Moreiras               |                            | Rede Globo   |

### Cinema
| Ano  | Título                              | Personagem                                   |
| ---- | ----------------------------------- | -------------------------------------------- |
| 1971 | Lua de Mel e Amendoim               | Vera                                         |
| 1971 | Tô na Tua, Ô Bicho                  | Arlete                                       |
| 1972 | A Difícil Vida Fácil                | Beatriz                                      |
| 1973 | Obsessão                            |                                              |
| 1973 | O Descarte                          | Lilian                                       |
| 1973 | A Filha de Madame Betina            | Selma                                        |
| 1973 | Um Edifício Chamado 200             |                                              |
| 1974 | O Mau Caráter                       | Camila                                       |
| 1974 | O Marginal                          |                                              |
| 1975 | Nós, Os Canalhas                    |                                              |
| 1975 | As Loucuras de um Sedutor           |                                              |
| 1976 | O Homem de Papel                    | Renata                                       |
| 1976 | A Noite dos Assassinos              |                                              |
| 1976 | Já Não se Faz Amor Como Antigamente | Eliana                                       |
| 1976 | Ninguém Segura Essas Mulheres       | Vera                                         |
| 1977 | Os Amores da Pantera                | Tamara                                       |
| 1979 | Eu Matei Lúcio Flávio               |                                              |
| 1981 | O Torturador                        | Gilda                                        |
| 1981 | Oh! Rebuceteio                      | Letícia                                      |
| 1982 | As Safadas                          |                                              |
| 1983 | A Freira e a Tortura                | Geppina Santos Silva (Participação especial) |
| 1984 | A Filha dos Trapalhões              |                                              |
| 1989 | Solidão, uma Linda História de Amor | Carola                                       |

## No teatro
| Título                               |
| ------------------------------------ |
| Gaiola das Loucas                    |
| Mulher Integral                      |
| Amores                               |
| Allan Kardec, um Passo da Eternidade |